# ووادیسواف سیکورسکی
ولاادیسلاف سیکورسکی (به لهستانی: Władysław Sikorski)؛ تلفظ لهستانی: [vwaˈdɨswaf]؛ ۲۰ مهٔ ۱۸۸۱ – ۴ ژوئیهٔ ۱۹۴۳) یک سیاست‌مدار اهل لهستان بود.وی از دسامبر ۱۹۲۲ تا مه ۱۹۲۳ نخست‌وزیر جمهوری دوم لهستان و از سپتامبر ۱۹۳۹ تا ژوئیه ۱۹۴۳ نخست‌وزیر دولت در تبعید لهستان در زمان جنگ جهانی دوم بود.
وی در ۴ ژوئیه ۱۹۴۳ در یک سانحه هوایی درگذشت.